# ویکرز نوع ۱۶۳
ویکرز نوع ۱۶۳ (به انگلیسی: Vickers Type 163) یک هواپیمای ساختِ کارخانهٔ ویکرز در کشور بریتانیا است. این هواپیما برای نخستین بار در ۱۲ ژانویه ۱۹۳۱ میلادی مورد استفاده قرار گرفت.